# MicroStation
MicroStation là một phần mềm giúp thiết kế (CAD) được sản xuất và phân phối bởi Bentley Systems. MicroStation có môi trường đồ họa rất mạnh cho phép xây dựng, quản lý các đối tượng đồ họa thể hiện các yếu tố bản đồ.
MicroStation còn được sử dụng để là nền cho các ứng dụng khác như: Famis, Geovec, Irasb, MSFC, Mrfclean, Mrfclean và eTools, eMap (tập hợp các giải pháp xử lý bản đồ địa hình, địa chính của công ty [eK]) chạy trên đó.
Các công cụ của MicroStation được sử dụng để số hóa các đối tượng trên nền ảnh raster, sửa chữa, biên tập dữ liệu và trình bày bản đồ.
MicroStation còn cung cấp cung cụ nhập, xuất dữ liệu đồ họa từ phần mềm khác qua các file (.dxf) hoặc (.dwg).
Đặc biệt, trong lĩnh vực biên tập và trình bày bản đồ, dựa vào các tính năng mở của MicroStation cho phép người sử dụng tự thiết kế các ký hiệu dạng điểm, dạng đường, dạng pattern và rất nhiều các phương pháp trình bày bản đồ được coi là khó sử dụng đối với một số phần mềm khác (MapInfo, AutoCAD, CorelDraw, Adobe Freehand…) lại được giải quyết một cách dễ dàng trong MicroStation.
Ngoài ra, các file dữ liệu của các bản đồ cùng loại được tạo dựa trên nền một file chuẩn (seed file) được định nghĩa đầy đủ các thông số toán học bản đồ, hệ đơn vị đo được tính theo giá trị thật ngoài thực địa làm tăng giá trị chính xác và thống nhất giữa các file bản đồ.